# Betty Boniphace
Betty Boniphace (Omara) (sinh năm 1993) là nữ hoàng sắc đẹp sinh ra tại Dar-es-Salaam, người đã giành danh hiệu Hoa hậu Hoàn vũ Tanzania 2013 vào ngày 27 tháng 9 năm 2013. Cô đại diện cho đất nước của mình tại cuộc thi Hoa hậu Hoàn vũ 2013 tại Moscow, Nga.

## Hoa hậu Hoàn vũ Tanzania 2013
Betty đã giành vương miện của Hoa hậu Hoàn vũ Tanzania 2013 tại Hội trường Bảo tàng Quốc gia ở Dar es Salaam vào tối thứ Sáu 27 tháng 9 năm 2013, nơi Clara Noor được trao danh hiệu Hoa hậu Trái đất Tanzania và Aziza Victoria được tuyên bố là Á hậu.

## Hoa hậu Hoàn vũ 2013
Cô đại diện cho Tanzania trong phiên bản thứ 62 của Hoa hậu Hoàn vũ diễn ra vào ngày 9 tháng 11 năm 2013 tại Tòa thị chính Crocus ở Moscow, Nga.